# 황순욱
황순욱(1974년 4월 13일 ~ )은 대한민국의 채널A의 방송기자다.

## 학력
- 영동고등학교 졸업
- 동국대학교 무역학과 학사

## 경력
- 2001년 6월 ~ 2011년 9월: YTN 보도국 기자
- 2011년 10월 ~ 2012년 9월: TV조선 보도본부 기자
- 2012년 9월 : 채널A 보도본부 기자
- 채널A 편집부 기자
- 채널A 문화과학부 기자
- 채널A 사회부 기자
- 채널A 보도본부 차장
- 채널A 보도본부 부장
- 채널A 편집부 부장급 기자
- 채널A 편집2부 부장급 선임기자

## 방송
- 《채널A 뉴스 TOP 10》2017년 2월 20일~    2019년 6월 28일,
- 《채널A 뉴스A LIVE》(2021년 1월 4일 ~ 2022년 10월 27일, 2024년 5월 1일 ~ 현재)